# 海東健
海東 健（かいとう けん、1979年4月5日 - ）は、日本の俳優。東京都出身。立教大学中退。血液型はB型。身長は178cm。

研音やBreathに所属していた。現在はKen.Entに所属。

## 出演

### テレビドラマ
- 2001年のおとこ運（2001年1月 - 3月、関西テレビ系） - 砂山健 役
- ほんまもん（2001年10月 - 2002年3月、NHK） - 松岡武司 役
- 夢のカリフォルニア（2002年4月 - 6月、TBS系） - 竹内春樹 役
- 恋愛偏差値第三章「彼女の嫌いな彼女」（2002年8月-9月、フジテレビ系） - 加納司 役
- 緑のクリスマス（2002年12月23日、NHK） - 鈴木翔平 役
- お義母さんといっしょ（2003年1月 - 3月、フジテレビ系） - 荒巻俊介 役
- 顔（2003年4月 - 6月、フジテレビ系） - 内村秀夫 役
- 霊感バスガイド事件簿（2004年4月 - 6月、テレビ朝日系） - 君原志郎 役
- 愛情イッポン!（2004年7月 - 9月、日本テレビ系） - 望月太郎 役
- オーダーメイド〜幸せ色の紳士服店〜（2004年11月 - 12月、NHK） - 楠木隼人 役
- 義経（2005年1月 - 12月、NHK大河ドラマ） - 佐藤忠信 役
- 火曜サスペンス劇場「六月の花嫁 2005 化身」（2005年6月21日、日本テレビ系） - 坂崎英雄 役
- 海猿 UMIZARU EVOLUTION 第1回（2005年7月5日、フジテレビ系） - 三島優二 役
- 女系家族（2005年7月 - 9月、TBS系） - 金正六郎 役
- 天下騒乱〜徳川三代の陰謀（2006年1月2日、テレビ東京系） - 徳川忠長 役
- 戦国自衛隊・関ヶ原の戦い（2006年1月 - 2月、日本テレビ系） - 山瀬光雄 役
- てるてるあした（2006年4月 - 6月、テレビ朝日系） - ナオト 役
- 劇団演技者。「さよなら西湖クン」（2006年5月 - 6月、フジテレビ系） - 西湖ススム 役
- ドラマ・コンプレックス 第8弾 「贅沢なお産」（2006年5月30日、日本テレビ系） - 小松誠 役
- PS -羅生門-（2006年7月 - 9月、テレビ朝日系） - 土橋真 役
- 手の上のシャボン玉（2006年9月5日、日本テレビ系） - 田嶋直穀 役
- 14才の母（2006年10月 - 12月、日本テレビ系） - 山崎光陽 役
- Xenos（2007年1月 - 3月、テレビ東京系） - 石橋直人 役
- 特急田中3号（2007年4月 - 6月、TBS系） - 巻田譲治 役
- 受験の神様（2007年7月 - 9月、日本テレビ系） - 松岡浩介 役
- 刺客請負人 第5話「死神の町」（2007年、テレビ東京系） - 吉蔵 役
- お江戸吉原事件帖（2007年10月 - 12月、テレビ東京系） - 左平次 役
- ハチミツとクローバー（2008年1月 - 3月、フジテレビ系） - 原田 役
- 4姉妹探偵団（2008年2月22日、テレビ朝日）第6話　-　田村勝幸　役
- 寧々〜おんな太閤記（2009年1月2日、テレビ東京系） - 大野治長 役
- 科捜研の女 第11シリーズ 第5話（2011年11月17日、テレビ朝日）　-　井坂亮 役
- サキ（2013年1月 - 3月、関西テレビ系） - 野村祐樹の夫 役
- 配達されたい私たち 第3話（2013年5月26日、WOWOW）
- 土曜ワイド劇場「ミステリー作家六波羅一輝の推理3」（2013年9月14日、朝日放送・テレビ朝日系） - 長嶺海人 役
- スペシャルドラマ「遺留捜査スペシャル」（2013年11月10日、テレビ朝日系） - 長澤圭介 役
- 金曜プレミアム アンダーウェア（2015年11月13日 - 12月4日、全4話フジテレビ） - 猿橋仁 役
- 土曜ワイド劇場「京都南署鑑識ファイル10」（2016年4月2日、テレビ朝日系） - 鈴木駿 役
- 仮面ライダーゼロワン 第7話（2019年10月13日、テレビ朝日系） - 坂本コービー 役

### Web配信ドラマ
- アンダーウェア（2015年秋、Netflix） - 猿橋仁 役　※配信後にフジテレビ系列で放送[3]

### 映画
- 海猿 ウミザル（2004年） - 三島優二 役
- 村の写真集（2005年） - 高橋孝 役
- チェリーパイ（2006年） - 久保田 役
- カムイ外伝（2009年）
- THE LAST MESSAGE　海猿（2010年）
- ファイナル・ジャッジメント（2012年） - 中岸憲三 役
- 私の奴隷になりなさい（2012年）
- カラアゲ☆USA（2014年） - 稲積智也 役
- 黒執事（2014年） - 幻蜂有人 役
- 7s（2015年）
- たゆたう(2016年)
- 復讐したい（2016年） - 風祭邦衛 役

### 舞台
- 恋、ほのか 〜何年後かのI love you〜（2011年9月16日 - 19日、六行会ホール） - 中川悠 役

### テレビアニメ
- 人間交差点（2003年、テレビ東京系）

### CM
- JAL「ACTIVE北海道2002」
- NTTドコモ
- エーザイ「サクロンS」
- ポッカコーポレーション「じっくりコトコト煮込んだスープ」
- オンワード樫山「23区」
- P&Gレノアハピネス